# Tobias Pflüger

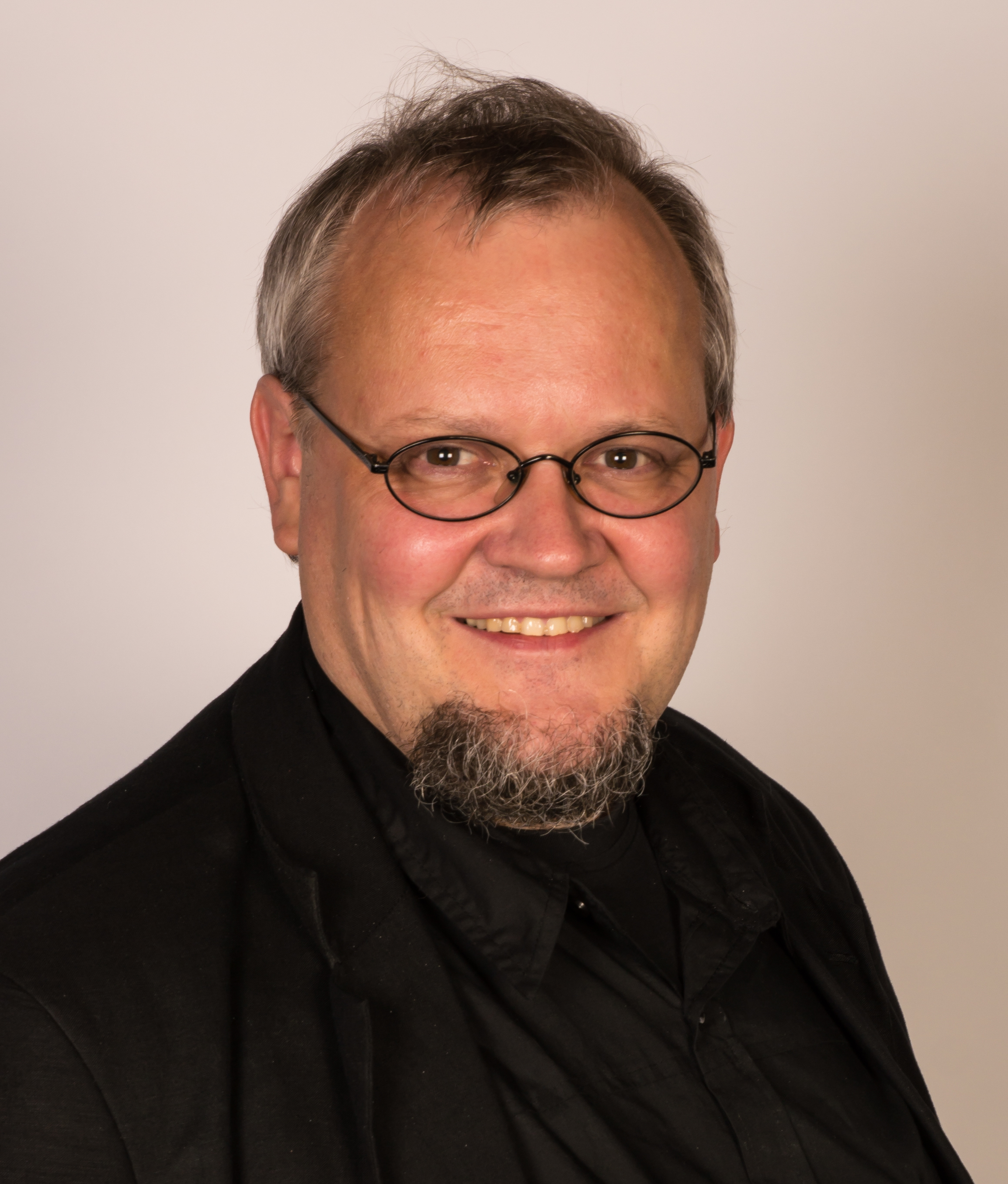
Tobias Pflüger, 2014

Tobias Pflüger (geboren am 1. Februar 1965 in Stuttgart) ist ein deutscher Politiker (Die Linke). Von 2014 bis 2022 war er einer der stellvertretenden Vorsitzenden seiner Partei, von 2017 bis 2021 war er Mitglied des Deutschen Bundestages.

## Leben

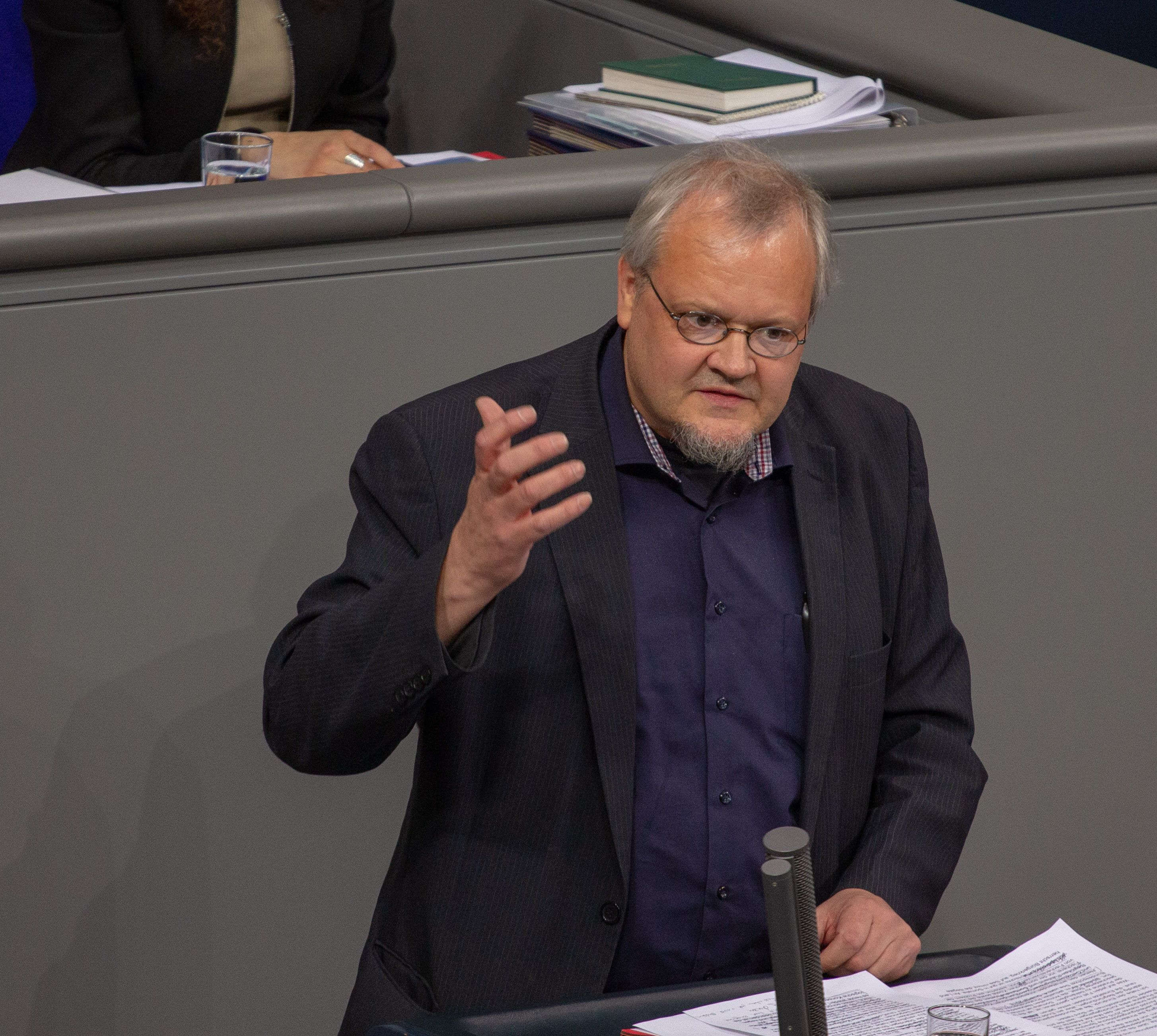
Tobias Pflüger, 2019

Pflüger wurde als Sohn eines Pfarrers und einer Katechetin geboren. Er wuchs in Möglingen, Calw-Stammheim und Nagold auf. In Nagold legte er 1985 sein Abitur am Otto-Hahn-Gymnasium ab. Anschließend studierte er Politikwissenschaft und Empirische Kulturwissenschaft in Tübingen.
Seit den 1980er Jahren ist er in der Friedensbewegung aktiv. Von 1989 bis 1993 war er wissenschaftlicher Mitarbeiter einer Abgeordneten der Grünen im Landtag Baden-Württemberg für die Bereiche Anti-Atom-Bewegung, Energie- und Friedenspolitik.
1996 initiierte er die Gründung der Informationsstelle Militarisierung e. V. (IMI). Dort ist er Vorstandsmitglied und Referent im In- und Ausland. Er gehörte einige Jahre der Redaktion der Zeitschrift Wissenschaft und Frieden an. Von 1997 bis 2003 war er Mitherausgeber und häufiger Autor der Monatszeitung Graswurzelrevolution. Von Januar 2000 bis Dezember 2002 war Pflüger Promotionsstipendiat der Rosa-Luxemburg-Stiftung, reichte jedoch keine Dissertation ein. Seit Ende 2002 ist er aktives Mitglied im wissenschaftlichen Beirat von Attac.
Teilnahme und Referate bei den Europäischen Sozialforen in Florenz (2002), Paris (2003), London (2004), Athen (2006) und Malmö (2008) und dem Weltsozialforum in Mumbai (2004), Porto Alegre (2005), Caracas (2006) und Nairobi (2007).
Bei der Europawahl 2004 kandidierte der parteilose Pflüger für die Partei des Demokratischen Sozialismus, für die er anschließend ins Europaparlament einzog, dort war er u. a. im Auswärtigen Ausschuss und im Unterausschuss Sicherheit und Verteidigung. Im März 2006 unterzeichnete Pflüger den Gründungsaufruf der vom Bundesamt für Verfassungsschutz beobachteten, als linksextremistisch eingestuften Antikapitalistischen Linken (AKL).
Im Mai 2008 trat er in Die Linke ein. Für die Europawahl 2009 wurde Pflüger am 1. März 2009 auf dem Europaparteitag der Linken auf den zehnten Listenplatz gewählt und verfehlte damit dann den Wiedereinzug ins Parlament, da seine Partei nur acht Mandate errang.
Auf dem Bundesparteitag der Linken in Rostock am 15. und 16. Mai 2010 wurde Pflüger in den erweiterten Parteivorstand gewählt. Am 3. Juni 2012 wurde Pflüger erneut in den Parteivorstand gewählt. Beim Parteitag der Linken vom 9. bis 11. Mai 2014 in Berlin wurde Pflüger zum stellvertretenden Vorsitzenden der Linken gewählt, beim Parteitag vom 28. und 29. Mai 2016 in Magdeburg, im Juni 2018 sowie im Februar 2021 wurde er in dieses Amt wiedergewählt. Seit 2022 gehört Pflüger dem Parteivorstand nicht mehr an.
Im November 2016 wurde Pflüger zum Direktkandidaten seiner Partei im Bundestagswahlkreis Freiburg (Nr. 281) für 2017 gewählt. Auf der baden-württembergischen Landesliste seiner Partei kandidierte er auf Platz 4. Bei der Bundestagswahl bekam er im Bundestagswahlkreis Freiburg 7,3 % an Erststimmen und Die Linke 11,2 % an Zweitstimmen. Seit dem 24. Oktober 2017 war Pflüger Mitglied des 19. Deutschen Bundestags.
Im 19. Deutschen Bundestag war Pflüger ordentliches Mitglied des Verteidigungsausschusses und gehörte als stellvertretendes Mitglied dem Auswärtigen Ausschuss sowie dem Ausschuss für die Angelegenheiten der Europäischen Union an.
Im Januar 2019 war Pflüger Gast auf einem Schiff von Sea Watch im Mittelmeer.
Von 2019 bis 2021 war Tobias Pflüger Mitglied der Deutsch-Französischen Parlamentarischen Versammlung.
Bei der Bundestagswahl 2021 konnte er mit Platz 6 der Landesliste Baden-Württemberg nicht wieder in den Deutschen Bundestag einziehen und schied deshalb im Oktober 2021 aus dem Deutschen Bundestag aus.

## Schriften
- Mit Martin Jung: Krieg in Jugoslawien: seine Ursachen; offene Grenzen für Waffen – aber nicht für Flüchtlinge; pazifistische Handlungsperspektiven 2. Aufl. 1994, Tübingen, Jung-Verlag, ISBN 3-9803269-3-4.
- Die neue Bundeswehr. 1997, ISBN 3-929008-63-7.
- Vorbereitungen auf zukünftige Kriege. Die weitere Militarisierung von Bundeswehr, Europäischer Union und NATO im Jahr 2001. In: Chancen und Hindernisse auf dem Weg zu einem friedlichen Europa. Beiträge zum Neunten Dresdner Friedenssymposium am 10. Februar 2001. (Hrsg.) Dresdener Studiengemeinschaft Sicherheitspolitik (DSS) e. V.: DSS-Arbeitspapiere, Dresden 2001, Heft 58, S. 43–58.
- Zivil-militärische Zusammenarbeit. In: Für eine Welt ohne Krieg. Gibt es Wege zu einem sicheren Frieden? Beiträge zum 14. Dresdner Friedenssymposium am 11. Februar 2006. (Hrsg.) Dresdener Studiengemeinschaft Sicherheitspolitik (DSS) e. V.: DSS-Arbeitspapiere, Dresden 2006, Heft 79, S. 36–45.
- Weltmacht Europa. 2006, ISBN 3-89965-183-9.